# Juni 1987
Portal Geschichte | Portal Biografien | Aktuelle Ereignisse | Jahreskalender | Tagesartikel

◄ |
19. Jahrhundert |
20. Jahrhundert
| 21. Jahrhundert

◄ |
1950er |
1960er |
1970er |
1980er
| 1990er | 2000er | 2010er | ►

◄ |
1983 |
1984 |
1985 |
1986 |
1987
| 1988 | 1989 | 1990 | 1991 | ►

◄ |
März 1987 |
April 1987 |
Mai 1987 |
Juni 1987 |
Juli 1987 |
August 1987 |
September 1987 |
►
Dieser Artikel behandelt aktuelle Nachrichten und Ereignisse im Juni 1987.

## Tagesgeschehen

### Montag, 1. Juni 1987
- Washington, D.C./Vereinigte Staaten: Die Weltbank stellt den Verleih von Geld an den westafrikanischen Staat Liberia wegen Vertragsverletzung zurück. Das Ausbleiben der Finanzmittel wird die kritische politische Lage in Liberia mit großer Wahrscheinlichkeit weiter destabilisieren.[1]

### Mittwoch, 3. Juni 1987
- Lausanne/Schweiz: Der Neuchâtel Xamax FC wird Schweizer Fussballmeister 1987 durch ein 1:1 am vorletzten Spieltag beim FC Lausanne-Sport.[2]

### Samstag, 6. Juni 1987
- München/Deutschland: Titelverteidiger Bayern München wird durch ein Remis gegen Bayer Uerdingen vorzeitig Deutscher Fußballmeister 1987.[3]
- Paris/Frankreich: Die Tennisspielerin Stefanie Graf aus Brühl in Baden gewinnt erstmals ein Grand-Slam-Turnier. Im Finale des Dameneinzelwettbewerbs der French Open besiegt die 17-Jährige die US-Amerikanerin Martina Navratilova in drei Sätzen.[4]

### Sonntag, 7. Juni 1987
- New York/Vereinigte Staaten: Bei der 41. Verleihung des Tony Awards werden Linda Lavin und James Earl Jones jeweils für die beste Leistung in einer Hauptrolle in einem Theaterstück ausgezeichnet.[5]
- Paris/Frankreich: Der Tschechoslowake Ivan Lendl gewinnt bei den French Open im Tennis im Finale im Herreneinzel in vier Sätzen gegen den Schweden Mats Wilander.[6]

### Montag, 8. Juni 1987

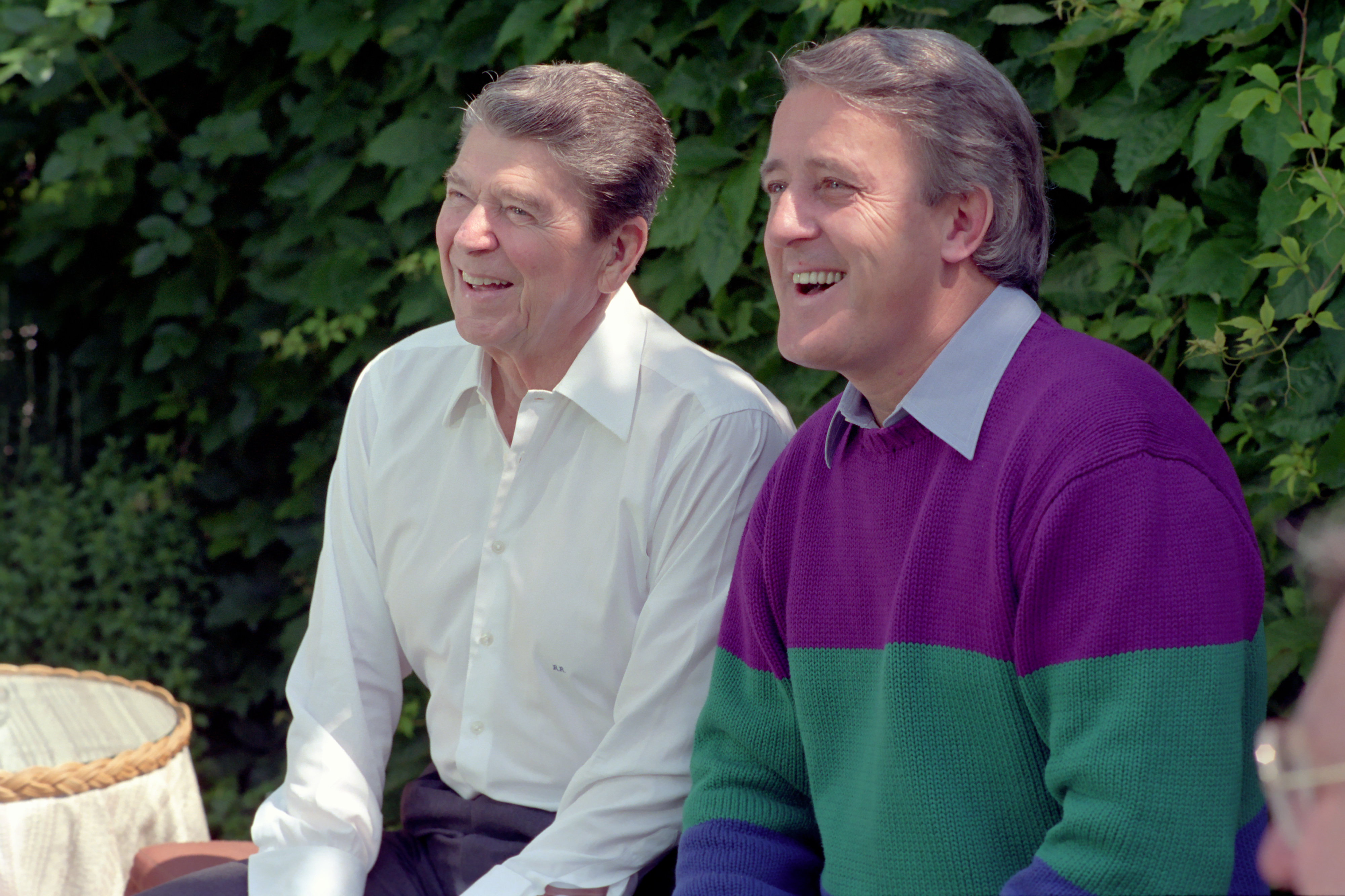
Ronald Reagan (USA) und Brian Mulroney (Kanada) in Venedig

- Bern/Schweiz: Der Berner SC Young Boys gewinnt das Final-Wiederholungsspiel im Schweizer Cup der Fussballer mit 4:2 nach Verlängerung gegen den Servette FC Genève.[7]
- Venedig/Italien: Der 13. Weltwirtschaftsgipfel der Staatschefs der Gruppe der Sieben sowie eines Vertreters der EWG beginnt. Die Vereinigten Staaten wollen den anderen Teilnehmern einen Plan vorstellen, um alle Agrarsubventionen weltweit bis 1997 auslaufen zu lassen.[8]
- Malaysia: Die .my, die länderspezifische Top-Level-Domain (ccTLD) des Staates Malaysia wird bei der IANA registriert. Technisch verwaltet wird sie von der MyNIC Berhad.

### Mittwoch, 10. Juni 1987
- Venedig/Italien: Am letzten Tag des Weltwirtschaftsgipfels benennen die Mitglieder der Gruppe der Sieben die teilweise negativen Handelsbilanzen, Haushaltsdefizite und die Arbeitslosigkeit als größte Probleme ihrer Volkswirtschaften, die sie in den nächsten Jahren durch gemeinsames Handeln lösen wollen. In Sachen Agrarpolitik ergeht ein Aufruf zur Vermeidung von Überkapazitäten.[9]

### Donnerstag, 11. Juni 1987
- London/Vereinigtes Königreich: Bei der Wahl zum Unterhaus verliert die regierende Konservative Partei (CP) der Premierministerin Margaret Thatcher 0,2 % Stimmenanteil im Vergleich zur letzten Wahl. Die Partei der Arbeit mit Oppositionsführer Neil Kinnock gewinnt 3,2 % hinzu. Die CP hält im Parlament weiterhin die Mehrheit, sie kommt nun auf 376 von 650 Sitzen.[10]

### Freitag, 12. Juni 1987
- Berlin/Deutschland: Der West-Berliner Bezirk Kreuzberg wird wegen der anarchischen Gewalt am 1. Mai mit 98 Bränden und 36 geplünderten Einzelhandelsgeschäften komplett abgesperrt, damit die Stadtvisite des US-Präsidenten Ronald Reagan nicht gestört wird.[11]
- Berlin/Deutschland: In der Nähe des Brandenburger Tors wendet sich US-Präsident Ronald Reagan in einer Rede an Michael Gorbatschow, das Staatsoberhaupt der Sowjetunion, mit den Worten: “Tear down this wall!” (deutsch: „Reißen Sie diese Mauer nieder!“) Die Initiative zum Bau der Berliner Mauer ging allerdings nicht von der Sowjetunion aus, sondern von Walter Ulbricht (DDR). Reagans Satz animiert die vor ihm versammelten West-Berliner zu gemäßigtem Beifall.[12]

### Samstag, 13. Juni 1987
- Berlin/Deutschland: Bei der Verleihung des Deutschen Filmpreises werden u. a. die Schauspielerinnen Betty Amann und Marianne Hoppe für „langjähriges und hervorragendes“ Wirken im deutschen Film mit dem Filmband in Gold geehrt.[13][14]
- Berlin/Deutschland: Im Finale des Fußballvereinspokals der DDR der Männer besiegt Titelverteidiger 1. FC Lokomotive Leipzig den FC Hansa Rostock mit 4:1.[15]
- Saint-Vincent/Italien: Der Gesamtsieg bei der 70. Auflage des Rad-Etappenrennens Giro d’Italia geht an Stephen Roche. Es ist sein erster Gesamtsieg dieser Rundfahrt und ebenso der erste für einen Fahrer aus Irland.[16]

### Sonntag, 14. Juni 1987
- Athen/Griechenland: Der Gastgeber gewinnt im Finale der Basketball-EM der Herren 103:101 nach Verlängerung gegen die Sowjetunion und feiert seinen ersten Europameistertitel.[17]
- Bonn/Deutschland: Nach 23 Jahren löst der Vorsitzende der SPD-Bundestagsfraktion Hans-Jochen Vogel den SPD-Parteivorsitzenden Willy Brandt ab. Zur Kandidatur erklärte sich Vogel bereit, nachdem Oskar Lafontaine und Johannes Rau darauf verzichteten. Von den Delegierten des Parteitags erhält Vogel 95,5 % Zustimmung.[18]
- Oslo/Norwegen: Die norwegische Fußballnationalmannschaft der Frauen wird bei der 2. Europameisterschaft durch ein 2:1 im Finale gegen Schweden zum ersten Mal Europameister.[19]

### Montag, 15. Juni 1987

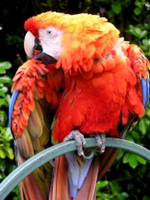
Beispiel einer 1987 bestmöglichen farbigen Grafik im 16-Bit-Verfahren

- Columbus/Vereinigte Staaten: Die Firma Compuserve veröffentlicht die Spezifikation für das Graphics Interchange Format (GIF). Der Angestellte Steve Wilhite entwickelte es, um die Masse der Schwarz-weiß-Bilder im Bereich der Digitalen Medien durch farbige Bilder zu ersetzen. GIF eignet sich aber auch für den Austausch von Bewegtbild-Sequenzen.[20]
- Rom/Italien: Die vorgezogenen Parlamentswahlen bringen u. a. Zugewinne für die Sozialistische Partei (PSI), die bis Mitte April den Präsidenten des Ministerrats stellte, und für die Partei Christliche Demokratie (DC), die unter Amintore Fanfani die Nachfolgeregierung der PSI-Regierung bildete. Als stärkste Kraft in der Abgeordnetenkammer erhält zunächst die DC den Auftrag, sich nach Koalitionspartnern zur Formierung einer neuen Regierung umzusehen.[21]

### Dienstag, 16. Juni 1987
- Innsbruck/Österreich: Der SK Rapid Wien trennt sich im Rückspiel im Finale des ÖFB-Cups 2:2 vom FC Swarovski Tirol und wird nach einem 2:0-Sieg im Hinspiel Österreichischer Fußballpokalsieger 1987.[22]

### Mittwoch, 17. Juni 1987
- Brüssel/Belgien: Die Europäische Union bewilligt das Programm Erasmus (European Region Action Scheme for the Mobility of University Students, deutsch Aktionsplan für die Mobilität von Universitätsstudenten in der Region Europa) für Auslandsaufenthalte an Hochschulen. Teilnehmende Staaten sind Belgien, Dänemark, Deutschland, Griechenland, Frankreich, Irland, Italien, die Niederlande, Portugal, Spanien und das Vereinigte Königreich.[23]
- Frankfurt am Main/Deutschland: Der 22. Deutsche Evangelische Kirchentag beginnt. Er steht unter dem Motto: „Seht, welch ein Mensch.“[24]

### Samstag, 20. Juni 1987

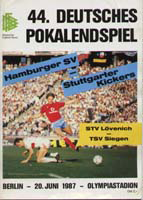
Finale im DFB-Pokal, Programmheft 1987

- Auckland/Neuseeland: Die neuseeländische Nationalmannschaft gewinnt das Finale der ersten Rugby-Union-Weltmeisterschaft 29:9 gegen Frankreich.[25]
- Barcelona/Spanien: Ein Sprengstoffanschlag in einer Tiefgarage tötet 21 Zivilpersonen. Der Urheber ist die baskische Terrororganisation ETA, die so lange Gewalt gegen Sicherheitskräfte und Zivilisten ausüben will, bis „ihre politischen Forderungen erfüllt sind“.[26]
- Berlin/Deutschland: Der Hamburger SV gewinnt gegen den SV Stuttgarter Kickers im Finale des DFB-Pokals der Männer mit 3:1.[27]

### Dienstag, 23. Juni 1987
- Hannover/Deutschland: Die Polizei verhaftet den Hacker Markus Hess, der mit seinem Personal Computer und einem Modem u. a. das Verteidigungsministerium der Vereinigten Staaten ausspähte. Hess ist Teil einer Hacker-Gruppe, die in Ost-Berlin ihre Erkenntnisse gegen mehrere tausend Deutsche Mark einem Verbindungsmann des sowjetischen Nachrichtendiensts KGB verkaufte.[28]

### Freitag, 26. Juni 1987
- Wien/Österreich: Der SK Rapid Wien wird durch einen 2:1-Sieg gegen den Wiener Sport-Club Österreichischer Fußballmeister 1987.[29]

### Sonntag, 28. Juni 1987
- Klagenfurt/Österreich: Der deutsche Schriftsteller Uwe Saeger gewinnt mit dem Text Ohne Behinderung, ohne falsche Bewegung den Ingeborg-Bachmann-Preis 1987.[30][31]

### Dienstag, 30. Juni 1987
- Ottawa/Kanada: Das Unterhaus votiert mit 148 zu 127 Stimmen gegen die Wiedereinführung der Todesstrafe. Premierminister Brian Mulroney von der Progressiv-konservativen Partei sprach zuvor die Empfehlung aus, die Todesstrafe in Kanada nicht wieder zu legalisieren.[32]